# Euherrichia
Euherrichia is een geslacht van vlinders van de familie uilen (Noctuidae), uit de onderfamilie Hadeninae.

## Soorten
- E. argentilinea Walker, 1857
- E. granitosa Guenée, 1852
- E. monetifera Guenée, 1852